# Máret Ánne Sara
Pour les articles homonymes, voir Sara.
Máret Ánne Sara, née le 23 décembre 1983 à Kautokeino, est une artiste et écrivain samo-norvégienne.
Elle vit et travaille à Kautokeino, dans le comté de Finnmark.

## Biographie
Máret Ánne Sara grandit dans le comté de Finnmark dans une famille d'éleveurs de rennes pratiquant l'apiculture en été à Kvaløya.
Elle est diplômée en arts de la Arts University (en) à Bournemouth, en Angleterre. Elle a été nommée pour le Prix de la littérature pour enfants et jeunes (sv) du Conseil nordique 2014 pour Ilmmiid gaskkas (Entre les mondes).
Elle participe en 2017 à la documenta 14 à Cassel, en Allemagne, avec Pile o'Sápmi, un rideau de crânes de rennes.

## Œuvres
- Ilmmiid gaskkas (2013)
- Doaresbealde doali (2014)